# 于康日
于康日（法語：Uckange，法語發音：[ykɑ̃ʒ]；洛林法兰克语：Ickéngen) 是法国摩泽尔省的一个市镇，位于该省北部，属于蒂永维尔区。

## 地理
于康日（49°18'9"N, 6°9'19"E）面积5.56 平方千米，位于法国大東部大區摩泽尔省，该省份为法国东北部内陆省份，是洛林的一部分，西南接默尔特-摩泽尔省，东临下莱茵省，北与卢森堡和德国接壤。
与于康日接壤的市镇（或旧市镇、城区）包括：贝尔特朗日、法梅克、弗洛朗日、盖南日、伊朗日、里什蒙。

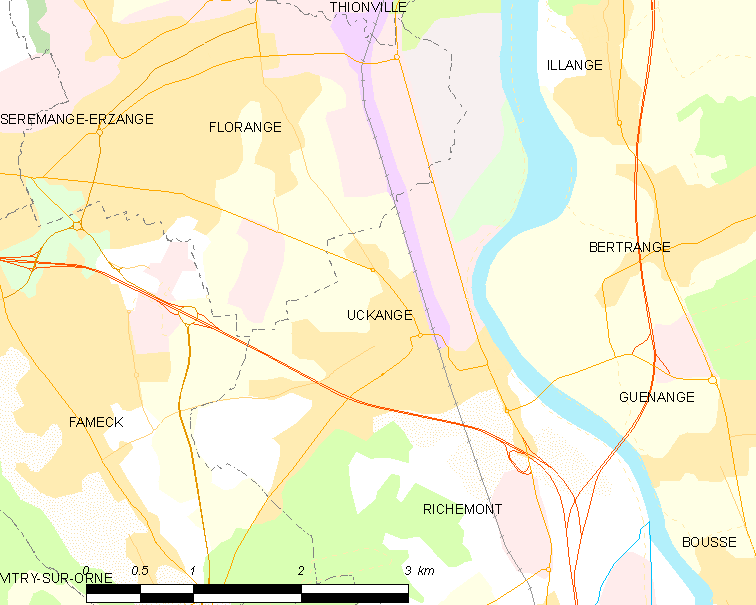
于康日的OSM定位图

于康日的时区为UTC+01:00、UTC+02:00（夏令时）。

## 行政
于康日的邮政编码为57270，INSEE市镇编码为57683。

## 政治
于康日所属的省级选区为法梅克县。

## 人口

1962-2008年间于康日人口变化图示

于康日于2022年1月1日时的人口数量为7001人。